# Vô Lệ
Vô Lệ (tiếng Trung: 无棣县, Hán Việt: Vô Lệ huyện) là một huyện thuộc địa cấp thị Tân Châu (滨州市), tỉnh Sơn Đông, Trung Quốc. Huyện Vô Lệ có diện tích 1998 km2, dân số năm 2001 là 430.000 người. Huyện này có 6 trấn, 5 hương.